# Agenda Latinoamericana Mundial
La Agenda Latinoamericana Mundial es una Agenda anual, colectiva y altermundista que incluye artículos sobre un tema específico cada año desde 1992.

## Temas de la Agenda
- 2026 - Educación Política
- 2025 - Noviolencia Activa y Juventudes. Construyendo Cultura de Paz
- 2024 - Decolonizar el mundo y la vida. Misión Liberadora
- 2023 - Resiliencia Comunitaria. Reencontrarnos, Actuar y Resistir
- 2022 - Organización Popular. Esperanza y Acción Transformadora
- 2021 - Retorno o no retorno. Es tarde pero es nuestra hora
- 2020 - ¡Tsunami 4.0 a la vista! La revolución digital que viene
- 2019 - Las grandes causas en lo pequeño
- 2018 - Igualdad de Género
- 2017 - Ecología Integral
- 2016 - Desigualdad y propiedad
- 2015 - Derechos humanos
- 2014 - Libertad, libertad
- 2013 - La otra Economía
- 2012 - Buen vivir/Buen convivir
- 2011 - ¿Qué Dios? ¿Qué religión?
- 2010 - Salvémonos con el Planeta
- 2009 - Hacia un socialismo nuevo la Utopía continúa
- 2008 - La política murió... ¡Viva la política!
- 2007 - Exigimos y hacemos otra democracia
- 2006 - Para otra humanidad, otra comunicación
- 2005 - Desnudando al nuevo imperio
- 2004 - Hacia la Internacional humana
- 2003 - La paz entre las religiones para la paz del mundo
- 2002 - Las culturas en diálogo
- 2001 - Patria Grande, Patria Mundial
- 2000 - Una Patria Grande sin deudas
- 1999 - Esta Patria Grande en éxodo
- 1998 - Una Patria en otra paz
- 1997 - Una Patria de patrias hermanas
- 1996 - Patria Grande y Patria Mundial
- 1995 - La Patria Grande es memoria y esperanza
- 1994 - En el Espíritu de la Patria Grande
- 1993 - Las grandes causas de la Patria Grande
- 1992 - Vº Centenario, la voz de los vencidos

## Historia de la Agenda
Se publicó su primera edición en 1992 con motivo de la conmemoración del V Centenario del Encuentro entre América y Europa. Fue una iniciativa de José María Vigil y Pedro Casaldáliga buscando constituirla como vehículo de las llamadas Causas latinoamericanas: la Causa Indígena, la Causa Negra, la Causa Popular, la Causa de la Mujer y la Causa Ecológica.
A partir del año 2000 la Agenda Latinoamericana añadió a su nombre el adjetivo de Mundial para expresar su solidaridad universal. Con el tiempo se ha ido convirtiendo en el símbolo de una corriente de educación popular concientizadora en la línea de la pedagogía de la liberación latinoamericana iniciada por Paulo Freire en la década de 1960, a la cual pretende servir ofreciendo cada año, textos emblemáticos, cortos pero densos, pensados para servir como el texto de lectura previa a partir del cual desarrollar el debate central concientizador en las actividades de educación popular.

## Sobre la Agenda

### Uso pedagógico de la Agenda
Además de uso personal, la Agenda se utiliza como un instrumento pedagógico para comunicadores, educadores populares, agentes de pastoral, animadores de grupos, militantes.
La presentación de los textos se rige por un criterio económico que sacrifica una posible estética de espacios blancos e ilustraciones en favor de un mayor volumen de mensaje.

### Herramienta de educación popular
Cada año, la Agenda Latinoamericana disponibiliza en internet una página especial de información y materiales complementarios, donde ofrece materiales pedagógicos para las personas que usan la Agenda como una herramienta pedagógica de educación popular: artículos, libros, ppts, video y otras referencias, dentro del tema central monográfico al que la Agenda está dedicada ese año.
Algunos años, la Agenda produce una "cartilla popular" sobre el tema del año, presentando una síntesis del mensaje que quiere transmitir sobre el tema, en una forma susceptible de ser trabajada en el grupo, con la metodología de la educación popular.

### Ecumenismo
La Agenda se rige por un ecumenismo de suma, no de resta. Por eso no elimina lo propio de católicos ni lo específico de protestantes, sino que lo reúne, de tal forma que en el santoral se suman las conmemoraciones protestantes con las católicas. Cuando no coinciden, la protestante va en cursiva. Por ejemplo, el apóstol Pedro es celebrado por la Iglesia católica el 22 de febrero (la cátedra de Pedro), y por las Iglesias protestantes el 18 de enero (la confesión de Pedro); las diferencias se pueden distinguir tipográficamente.
El obispo luterano Kent Mahler presentó en la edición de 1996 de la Agenda los santos protestantes.
La Agenda se autocalifica como aconfesional y macroecuménica: se enmarca en un mundo de referencias, creencias, valores y utopías común a los Pueblos y hombres y mujeres de buena voluntad, que los cristianos llaman Reino, pero que comparten con todos en una búsqueda fraterna y humildemente servicial.

### Una obra no lucrativa
En los países donde tiene presencia la Agenda es editada por organismos y entidades populares, instituciones sin fines de lucro, que destinan los beneficios que obtienen de la venta de la Agenda a sus objetivos de servicio popular o de solidaridad. Estos centros hacen constar el carácter no lucrativo de la edición correspondiente.
La Agenda Latinoamericana como tal, en su coordinación central, es también una iniciativa no lucrativa, que nació y se desarrolló sin ayuda de ninguna agencia. Los ingresos generados por la Agenda, después de retribuir adecuadamente el esfuerzo de las firmas que en ella escriben, son dedicados a obras de comunicación popular alternativa y de solidaridad internacional.

### Una agenda colectiva
Es una obra colectiva. Cada año sus editores reciben las sugerencias, materiales, textos, documentos, novedades bibliográficas para elaborar la Agenda del año siguiente, incluyendo un centenar de páginas con firmas tan prestigiosas como las de:
| - Juan Arias - Vânia Bambirra - Marcelo Barros - Frei Betto - Leonardo Boff - Cristovam Buarque - Geraldina Céspedes - David Choquehuanca - José Comblin - Gloria Cuartas - Eduardo de la Serna - Sergio Ferrari - Eduardo Galeano - Ivone Gebara - Francia Márquez | - Alfredo Gonçalves - Eduardo Hoornaert - François Houtart - Gregorio Iriarte - Claudia Korol - João Batista Libânio - José Ignacio y María López Vigil - Otto Maduro - Roberto Malvezzi - Carlos Mesters - Carmiña Navia - Alfredo Pérez Esquivel - Pedro Ribeiro de Oliveira - Juan José Tamayo | - Silvia Ribeiro - Gregorio Rosa Chávez - Emir Sader - Teresa Forcades - Clodomiro Siller - Paul Singer - Jon Sobrino - Boaventura de Souza Santos - João Pedro Stédile - Paulo Suess - Jung Mo Sung - Elsa Tamez - Pedro Trigo - Virginia Vargas - Thubten Wangchen |

#### Concursos abiertos hasta la edición 2020
La Agenda Latinoamericana casi desde su inicio ha convocado varios concursos abiertos a todo tipo de personas. El Concurso de Cuento Corto Latinoamericano, que en 2015 ha alcanzó su XXIª edición tuvo una selección antológica de los mejores Cuentos Cortos Latinoamericanos fue incorporada hace años a los Servicios Koinonía y llegó a acumular unos cien Cuentos Cortos Latinoamericanos, muy utilizados por las personas y entidades interesadas por la literatura latinoamericana, especialmente en ese género de Cuento Corto.
Otro concurso de mucha tradición en la Agenda Latinoamericana fue el de Páginas Neobíblicas: actualizaciones de páginas bíblicas, personajes o temas de la Biblia, releídos desde la perspectiva latinoamericana actual. Aunque ya no está vigente este concurso se siguen publicando artículos con este estilo literario. Los textos premiados y los mejores de entre los no premiados, eran puestos en una página dedicada a las Páginas Neobíblicas, en los Servicios Koinonía. Allí se encuentran cerca de las 150 mejores páginas neobíblicas, muy utilizadas por grupos y círculos bíblicos en Latinoamérica y Europa.
Otros conocidos concursos convocados por la Agenda Latinoamericana fueron los de Ecoteología, convocado por el Equipo de Eco-teología de la Pontificia Universidad Javeriana de Bogotá, Colombia.

#### Concursos vigentes
Actualmente a través de la Agenda Latinoamericana Mundial se convocan diversos concursos patrocinados por entidades que solidarizan la campaña de educación popular en valores que esta obra propone:
Premio "Col.lectiu Ronda SCCL": Promovido por el Col.lectiu Ronda de Abogados de Barcelona, volcado a incentivar acciones solidarias y comprometidas en el ámbito de la defensa jurídica de los pobres y de los derechos universales.
Premio Frei João Xerri y Lília Azevedo de solidaridad por un mundo más solidario: Convocado por la Comisión de Justicia y Paz de Brasil, "buscando promover iniciativas que den testimonio y actualicen estos ideales, continuando así la propia inspiración de ese hermano y esa hermana. Lo que celebra, en definitiva, no es la solidaridad de las caridades ni de las benevolencias de mano única. Al contrario, se trata de una solidaridad celebrada en círculos, practicada no como una mera idea, sino como un principio de vida y, sobre todo, como una denuncia de las contradicciones sociales y las violaciones de derechos que se extienden alrededor del mundo" (tomado de la convocatoria).
Concurso de ilustración Agenda Latinoamericana Mundial: Gestionado por un equipo de voluntarios y patrocinado por la Comissión de la Agenda Llatinoamericana en Cataluña. Las personas ganadoras en este concurso participan con su arte elaborando la portada y dibujos internos para reflexión, a publicarse la edición de la Agenda Latinoamericana Mundial para la cual se convoca.

### Derechos de autor del contenido de la Agenda
Al pie de las páginas 4 o 5 de la Agenda, depende de la edición, se lee textualmente: 

Los contenidos de esta Agenda son propiedad del Pueblo Latinoamericano, quien da permiso para copiar, citar, reproducir y difundirlos libre y no comercialmente.

### Países donde se edita
En la primera página de cada edición de la Agenda se lee: 

En su género, el libro latinoamericano más difundido cada año dentro y fuera del continente.

 Son éstos los países donde se edita y/o distribuye:
- México
- Guatemala
- El Salvador
- Honduras
- Cuba
- República Dominicana
- Puerto Rico
- Venezuela
- Perú
- Bolivia
- Chile
- Argentina
- Uruguay
- Paraguay
- Brasil
- España (con edición en Catalán)
- Estados Unidos

## Antología de 20 años
En el año 2011 se publicó una antología con cerca de doscientos textos escogidos de entre cada una de sus veinte ediciones entre 1992 y 2012, la publicación conforma una selección de entre los 700 textos y 5.000 páginas que en 20 años, según sus editores, llamando a los potenciales constructores de "otra Latinoamérica posible" a reflexionar y actuar en consecuencia.

## Archivo digital de la Agenda Latinoamericana
Hasta la edición 2019 dispone de un Archivo Digital en el que están disponibles todos los textos publicados en ella desde 1992, disponibles, gratuitamente, en tres formatos:
PDF (facsímil), HTML (disponible para la web) y RTF (texto digital elaborable).
En este Archivo Digital, los textos pueden ser buscados por autor, por título, por año de publicación, o también por tema. Y todo ello, en tres lenguas: castellano, portugués y catalán.
Todos los artículos de todas las ediciones se pueden encontrar en formato web en http://archivosagenda.org

## Premios
- Premio MESTRES 68. Por Movimiento de Renovación Pedagógica de Gerona[20]

## Documentales
Marc Planagumà (2013). Ida y vuelta 2013 - Agenda Latinoamericana Mundial. España: Marc Planagumà. Archivado desde el original el 18 de diciembre de 2014. Consultado el 3 de febrero de 2015. «Las llamadas causas latinoamericanas».

## Martirologio latinoamericano
Una de las características de la Agenda Latinoamericana, desde el momento de su inicio en 1992, ha sido la de convertirse en un lugar de referencia del llamado Martirológio Latinoamericano. Cada día, además de otras efemérides y memorias históricas, la Agenda recoge la memoria de los mártires latinoamericanos, hombres y mujeres que dieron su vida martirialmente por las Grandes Causas de la Patria Grande.
Por iniciativa de Pedro Casaldáliga, desde la plataforma de la Agenda Latinoamericana se formó la Irmandade dos Mártires da Caminhada, que alimenta, en contacto estrecho con la Agenda, un activo blog sobre los Mártires latino-americanos/as (en portugués) que aporta referencias biográficas e históricas sobre los mártires latinoamericanos más recordados.

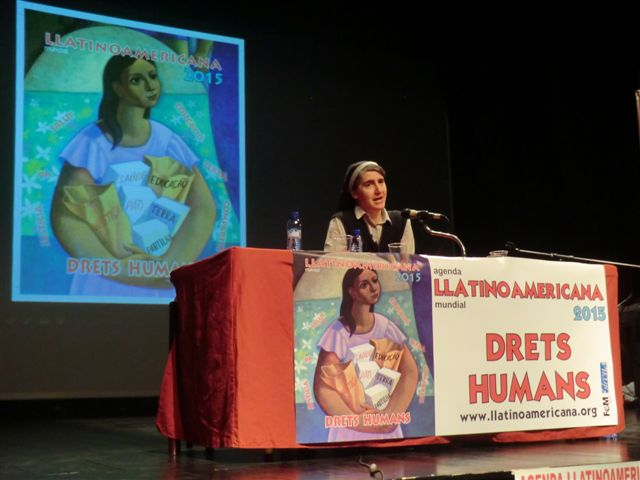
Fotografía tomada durante la presentación de la agenda latinoamericana en Gerona, España. En la fotografía aparece Teresa Forcades.